# Sardinella tawilis
Sardinella tawilis är en fiskart som först beskrevs av Herre 1927.  Sardinella tawilis ingår i släktet Sardinella och familjen sillfiskar. Inga underarter finns listade i Catalogue of Life.